# نلسون تابيا
نلسون أنتونيو تابيا ريوس (إسبانية: Nelson Tapia؛ مواليد 22 سبتمبر 1966 في مولينا، تشيلي) هو لاعب كرة قدم تشيلي دولي سابق كان يلعب كحارس مرمى. بدأ مسيرته الرياضية عام 1987 مع نادي أوهيجينس واعتزل اللعب عام 2005 مع نفس النادي. سبق له أن لعب في كأس العالم لكرة القدم مع منتخب بلاده. فاز بميدالية أوليمبية في مسابقة كرة القدم. لعب خلال مسيرته 403 مباريات.

## روابط خارجية
- نلسون تابيا على موقع الاتحاد الدولي (مؤرشف)  (الإنجليزية)
- نلسون تابيا على موقع قاعدة بيانات كرة القدم.إي يو (الإنجليزية)
- نلسون تابيا على موقع ناشيونال فوتبول تيمز (الإنجليزية)
- نلسون تابيا على موقع عالم كرة القدم.نت (الإنجليزية)
- نلسون تابيا على موقع أوليمبيديا (الإنجليزية)